# اوگنیا رادانووا
اوگنیا رادانووا (بلغاری: Евгения Раданова؛ زادهٔ ۴ نوامبر ۱۹۷۷) اسکیت‌باز سرعت اهل بلغارستان بود.
وی در مسابقات کشوری و بین‌المللی در مجموع برندهٔ ۲ مدال طلا، ۶ مدال نقره، ۱۱ مدال برنز شده‌است.